# Ion Ionașcu
Ion Ionașcu (n. 21 martie 1902, Tulnici, Vrancea - d. 20 septembrie 1979) a fost un istoric, cercetător și profesor universitar.

## Educație și studii
Ion Ionașcu își finalizează studiile liceale la Focșani, iar cele universitare la București în 1927. Orientările sale au fost destul de vaste, terminând Facultatea de Litere și Filosofie a Universității din București în 1924, doctoratul luându-l în litere și filosofie în 1942, iar în istorie în 1970.

## Activitatea științifică
Ionașcu a fost apropiat de Nicolae Iorga, prin funcția pe care o deținea ca funcționar al Comisiei Monumentelor Istorice. Acesta i-a fost exemplu în gândire și profesie, atât ca cercetător, cât și profesor. Tot Iorga este cel care îi propune să își finalizeze studiile la Paris la Fontenay aux Roses, plecarea urmând a avea loc în 1928. Până atunci, i se oferă un post de profesor suplinitor de latină și istorie la Slatina, la liceul „R. Greeceanu”.  șederea sa în Oltenia îi alimentează pasiunea sa pentru istorie, având la îndemână o sumedenie de monumente și documente ale voievozilor din acel teritoriu.  Acesta a predat ca profesor în Slatina până în 1948 și tot până atunci a fost și sef de lucrări la Institutul de istoria românilor, acest post ocupându-l din 1942. Din 1948 și până în 1955 a fost cercetător  științific principal în cadrul Institutului de istorie și totodată, profesor la catedra de Istoria României a Facultății de Istorie din București din 1948. În 1953 ocupă postul de director al Arhivelor Statulului din București, până în 1956, când este ales director al Muzeului de istorie a municipiului București, până în 1959. A fost membru al Asociației Oamenilor de Știință din România și al Societății de științe istorice. Totodată, a participat la diferite congrese și reuniuni internaționale de specialitate. În 1935 și 1939 a fost premiat pentru două din lucrările sale de către Academia Română.

## Distincții
- Medalia Muncii (14 septembrie 1953)[7]
- Ordinul „Steaua Republicii Populare Romîne” clasa a IV-a (13 octombrie 1964) „cu prilejul aniversarii a 100 de ani de la înființarea Universității din București, pentru activitate îndelungată, contribuție în dezvoltarea științei și merite deosebite în dezvoltarea învățămîntului superior”[8]

## Publicații
Medievist de pregătire, acesta a publicat o serie de cercetări, printre care studii privind științele auxiliare, mai exact cronologie și genealogie, dar și studii dedicate unor domnitori și alte personalități culturale. Totodată, a contribuit și la elaborarea diferitor sinteze de istorie a României.
- Un plan inedit al Curții Vechi în 1799 (București, 1943)
- București. Rezultatele săpăturilor arheologice și ale cercetărilor istorice din 1953 (București, 1954)
- Bucureștii de odinioară în lumina săpăturilor arheologice (București, 1959)
- Biserici, chipuri și documente din Olt (Craiova, 1934)
- Contribuții la istoricul mănăstirii Hurez (Craiova, 1935)
- Schitul Grăjdana-Buzău (Buzău, 1936)
- Material documentar privitor la istoria seminarului din Buzău (București, 1937)
- Elemente de cronologie medievală românească, în „Documente privind istoria României. Introducere” (București, 1956)